# Las Gaviotas

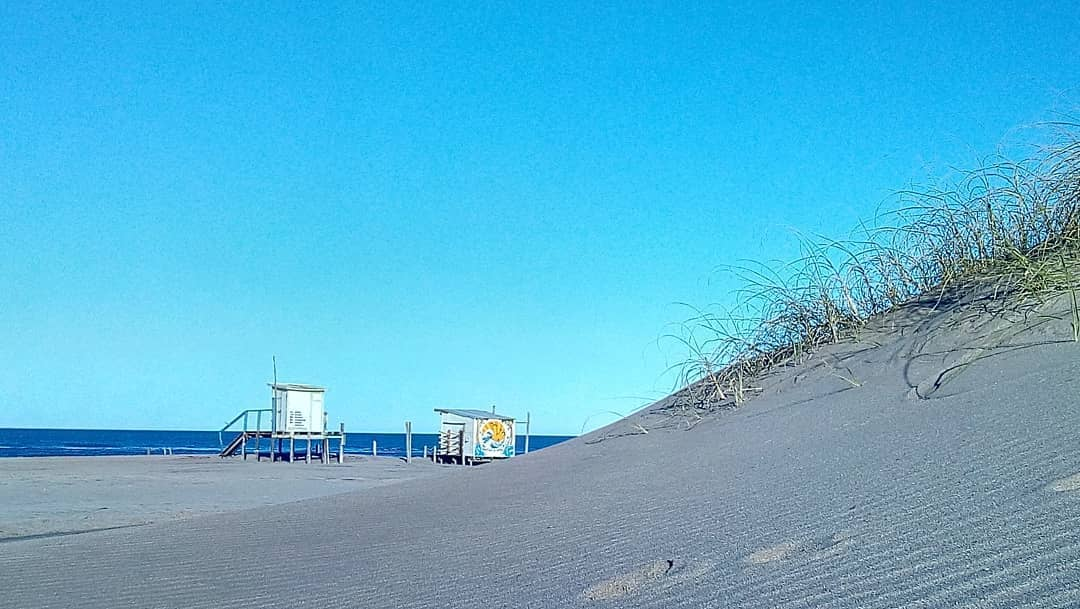
Vista de la playa desde la bajada al mar por calle 30.

Las Gaviotas es una localidad balnearia costera del Mar Argentino, en el partido de Villa Gesell, Provincia de Buenos Aires, Argentina.

## Historia
Las Gaviotas correspondía la mitad al loteo de Mar Azul y la otra mitad al de Mar de las Pampas. Era el retiro entre uno y otro bosque. Estos lotes se comercializaron recién a fines de los años 90 y los primeros años de este siglo tomando vuelo como zona turística en el 2004/2005 con el desarrollo de la zona.  Hasta entonces la denominación Las Gaviotas para esta franja estaba relegada a algún archivo municipal y solamente se hablaba de Mar Azul y del emergente Mar de las Pampas. Un par de años más tarde recién se incorporó el nombre de Las Gaviotas a la cartelería del acceso desde Ruta 11, entrada que comparte con Mar Azul con quien también comparte el trazado de calles y a quien se pega el centro comercial. El nombre Las Gaviotas surgió en honor a las aves que visitan la playa cada amanecer y atardecer.